# 打板
打板是吉他等具指版的弦樂器的演奏技巧。

## 動作
吉他的打板，通常用右手手指與手掌近小指一側將弦擊往指板處，發出打板的聲音，並消去弦的餘音。